# Saint-Loubert
Saint-Loubert francia település Gironde megyében az Aquitania régióban. Lakosainak száma 230 fő (2022. január 1.).

## Földrajz
A településen találhatók a Graves szőlőültetvények

## Adminisztráció
Polgármesterek:
- 2001–2008 Jean-Michel Labbe
- 2008–2014 Alain Clech
- 2014–2020 Pierre Diener

## Demográfia
| Lakosok száma | 126  | 114  | 103  | 167  | 221  | 229  | 228  | 236  | 241  | 230  |
|               | 1968 | 1982 | 1990 | 2006 | 2013 | 2015 | 2017 | 2019 | 2020 | 2022 |

## Látnivalók
- Templom
- Vár

### Galéria

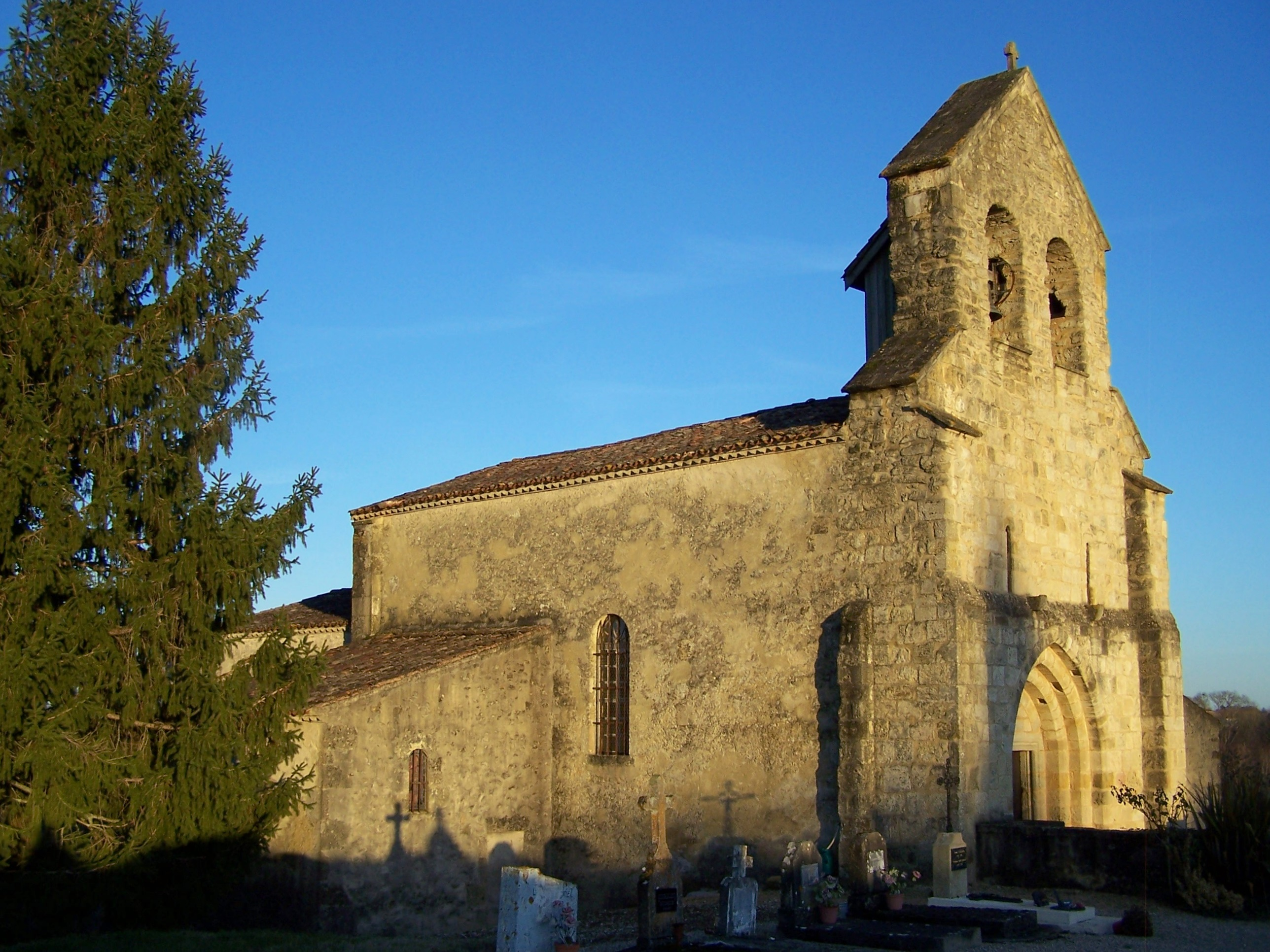
Saint-Loubert templom
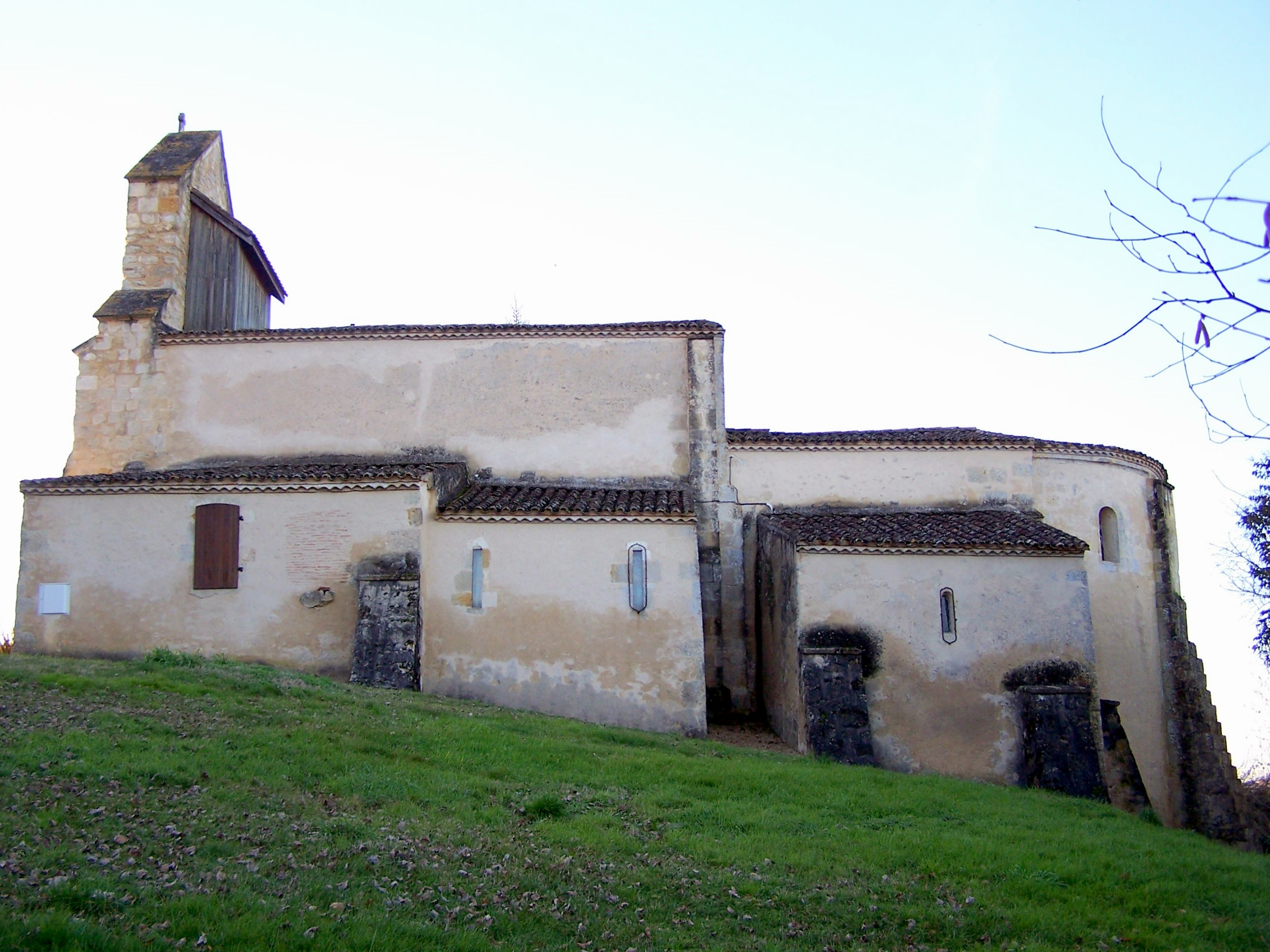
Saint-Loubert templom
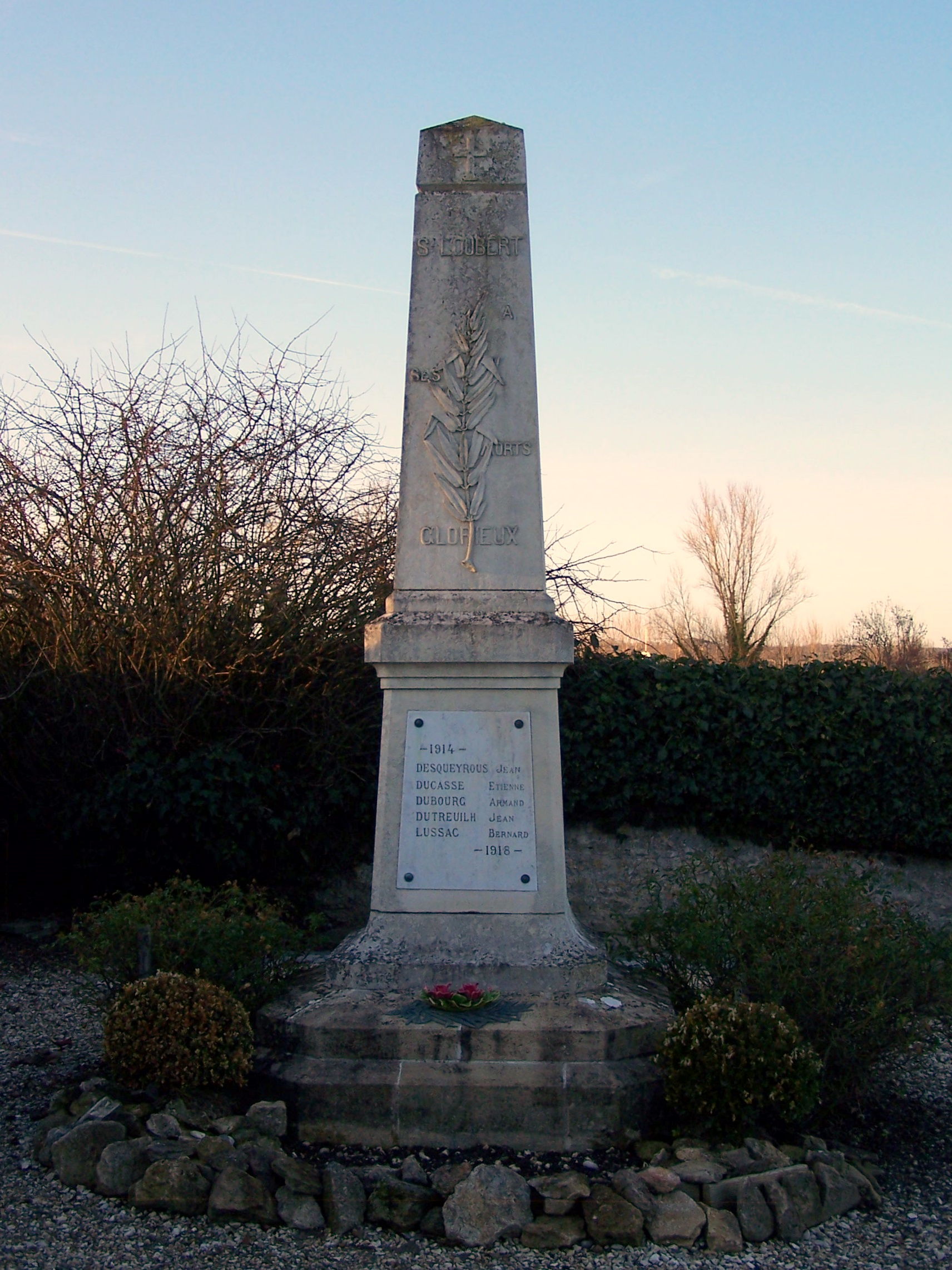
Háborús emlékmű